# Combretum discolor
Combretum discolor là một loài thực vật có hoa trong họ Trâm bầu. Loài này được Taub. mô tả khoa học đầu tiên năm 1893.